# Église San Nicolò de Trévise
L'église San Nicolò (en français : Saint-Nicolas) est une église catholique de Trévise. De par sa taille, c'est le plus grand édifice religieux de la ville, surpassant même le Duomo .
L'église est située dans la partie sud-ouest de la vieille ville, sur la rive gauche du Sile, dans une zone, endommagée par les bombardements de 1944, majoritairement reconstruite depuis. L'ancien couvent dominicain, aujourd'hui séminaire épiscopal, est rattaché à l'édifice.

## Histoire de l'église
À partir de 1221, les frères dominicains s'installent à Trévise, à l'invitation directe de la municipalité qui avait également établi une contribution publique de 500 lires pour la construction de l'église et du couvent.
Les dominicains acquièrent la terre dans la partie sud-ouest de la ville, à l'intérieur des murs nouvellement érigés où il semble qu'il existait déjà une chapelle dédiée à Saint Nicolas.
La nouvelle église est vraisemblablement déjà consacrée en 1282, comme l'indique un document qui la décrit comme modèle pour la construction de la nouvelle église de Santa Margherita degli Eremitani. Cette première église était déjà de taille considérable: 24 perches de long et 7 de large (environ 49 m x 14m).
C'est précisément au cours de ces années que Nicolò Bocassino, le futur pape Benoît XI, commence sa formation religieuse dans le couvent annexe. Il est devient le premier provincial des dominicains de la Province de Lombardie et ensuite, en 1296, maître général de l'Ordre. Plus tard, il est nommé cardinal et nonce en Hongrie. En revenant de sa mission et passant par Trévise, il laisse à ses frères jusqu'à 25.000 florins pour l'expansion du complexe monastique. Quand il devient pape quelque temps plus tard, il restera très attaché à cette église, au point de laisser, selon une tradition qui n'a pas de confirmation objective, 48 000 florins supplémentaires pour l'achèvement des travaux. Il est également rapporté que Benoît XI était disposé à déplacer le siège papal à Trévise, et que pour cela, il a financé le travail pour la construction et l'expansion de l'église.

## Architecture

### Extérieur

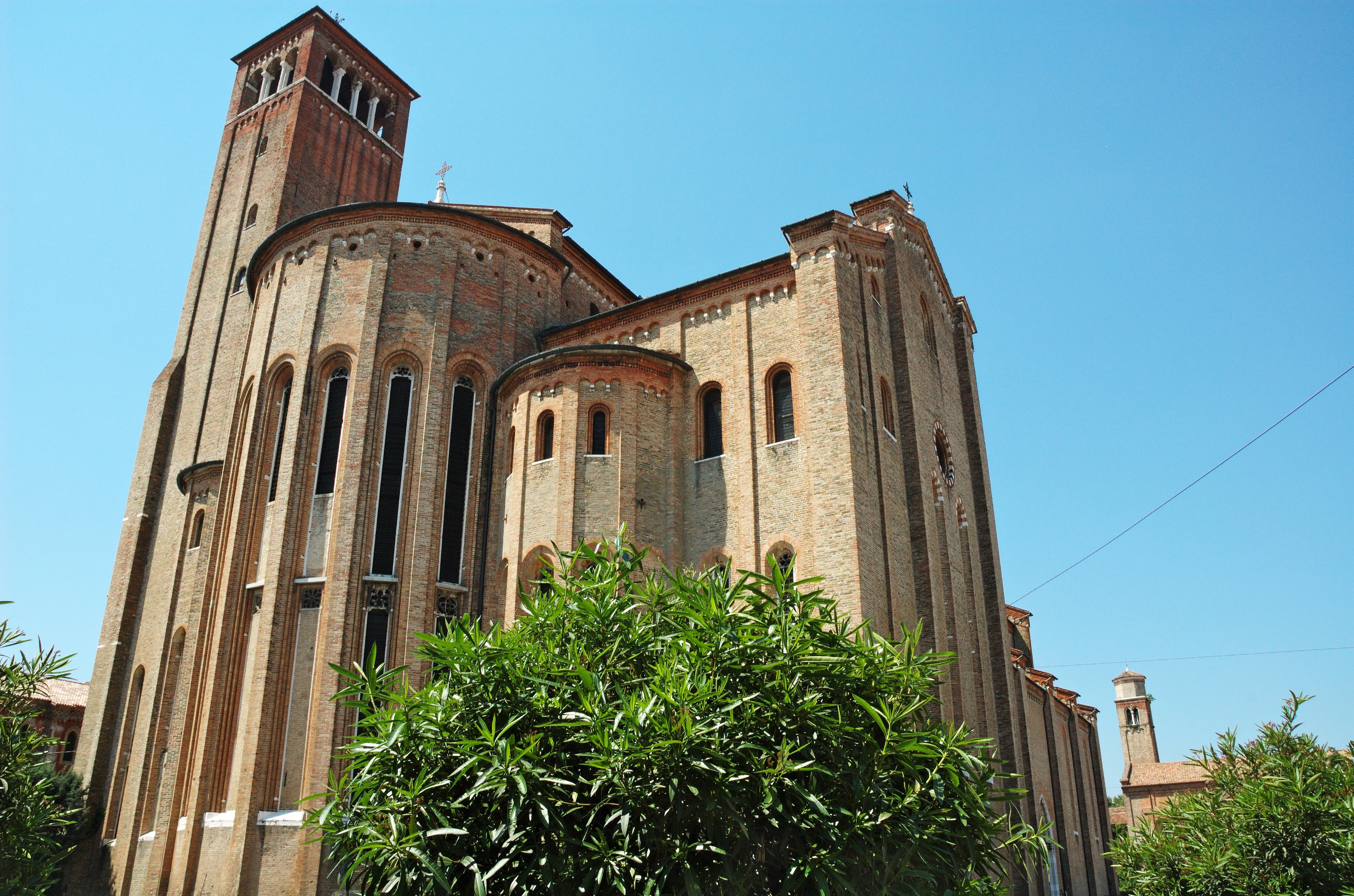
Campanile, abside et transept, vus du nord-est.

L'église  S. Nicolò est une construction en croix latine, faite de briques, avec trois nefs et cinq chapelles terminales. C'est l'un des chefs-d'œuvre lombardo-gothiques réalisés par les ordres mendiants de Vénétie.
Dans une construction aussi grandiose, ce qui frappe le plus, ce sont les éléments de la tradition architecturale romaine, tels que la compacité des murs, les lignes, les cadres avec des arcs suspendus.
Une autre caractéristique soulignée est la dynamique des lignes ascendantes qui s'exprime simplement dans les pilastres, marqués par des moulures, et communiquée par les cadres en pierre blanche des hautes fenêtres vers le clocher - une dynamique qui est contenue aussi dans la compacité du corps de l'église.
La partie centrale de la façade se caractérise par une rosace ornée et une partie supérieure à angle aigu qui donne aussi une impulsion à l'ensemble, même si l'étroitesse empêche une lecture complète de l'ensemble.
S'il y a davantage d'espace du côté nord et du côté des absides, l'église reste insérée dans un contexte urbain trop limité pour accueillir convenablement une telle construction et permettre de l'envisager dans son intégralité.

### Intérieur

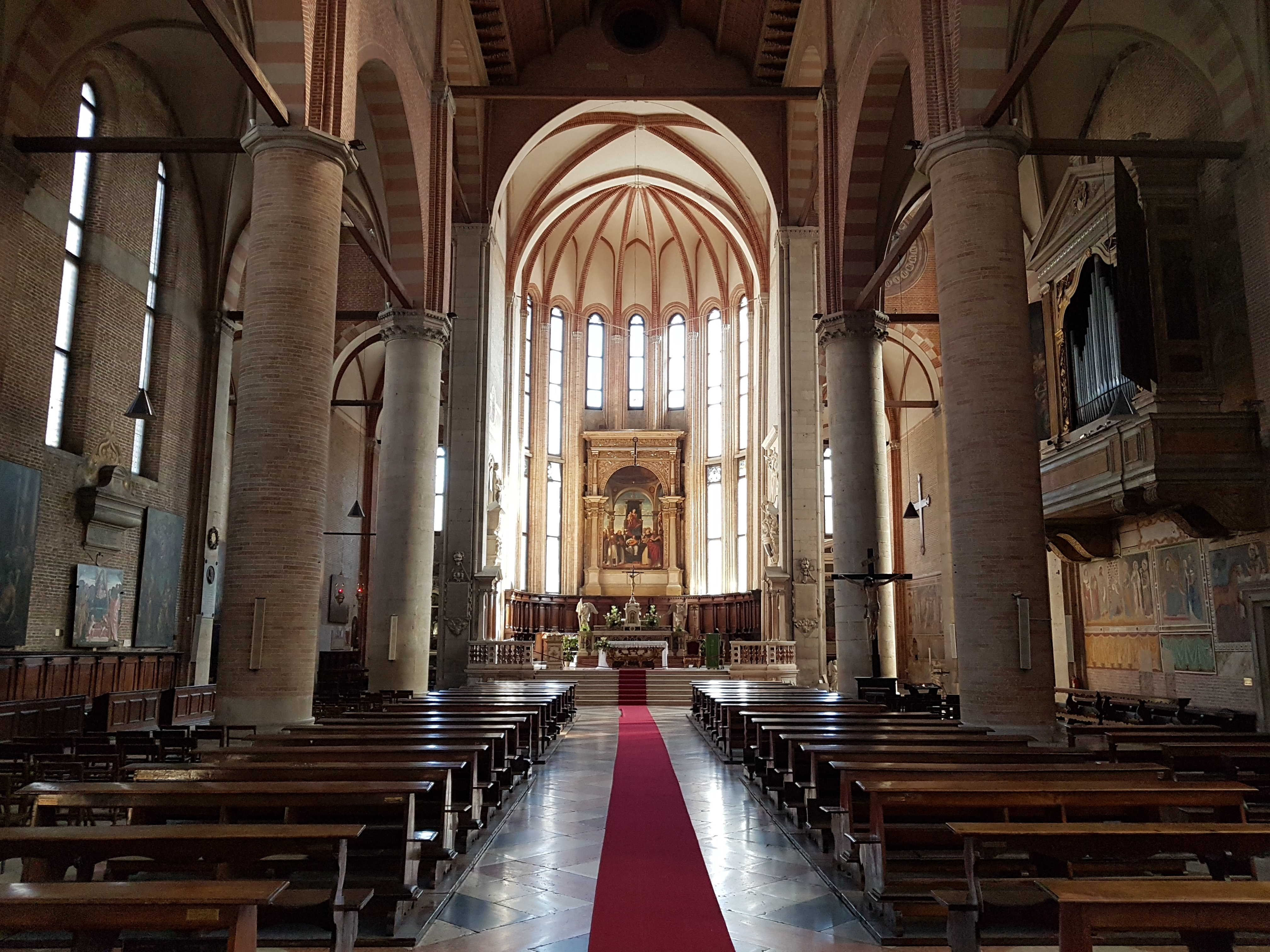
La nef et le chœur.

L'intérieur de S. Nicolò présente un vaste espace, qui s'étend sur une longueur d'environ 88 mètres et en hauteur sur environ 33,35 mètres, avec une largeur de 27,50 m pour la nef et de 38,32 m au transept.
Une atmosphère agréable de luminosité se reflète dans les tons chauds et dorés de la brique.
La croix latine du bâtiment est divisée en trois nefs coupées par un transept sur lequel s'ouvrent cinq chapelles absidales parallèles.
Les collatéraux, grâce à leur hauteur considérable, permettent une perception fluide et unitaire de l'espace, où se détachent les 12 colonnes cylindriques (10 en briques et les deux avant en pierre).
Les colonnes, qui tiennent un simple plafond en bois carénato, montrent des fresques de Tommaso da Modena, au niveau de la deuxième colonne sur la gauche, représentant saint Jérôme, sainte Agnès et saint Romuald. D'autres fresques de l'église sont attribuées à son école, mais pas directement au maître. Il y a douze colonnes, comme le nombre des apôtres, parmi lesquelles les deux premières sont en pierre.

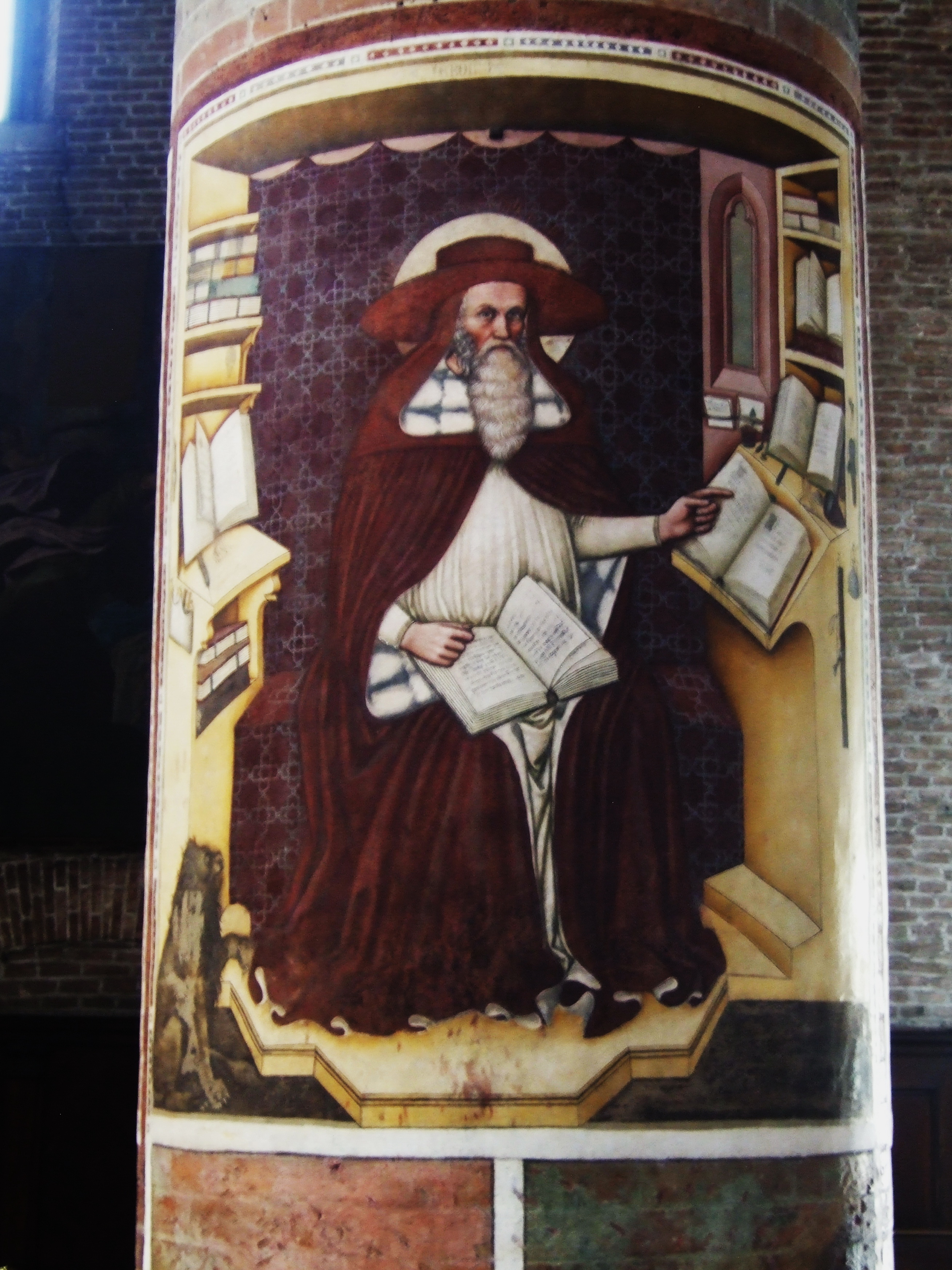
Tommaso da Modena, Saint Jérôme.
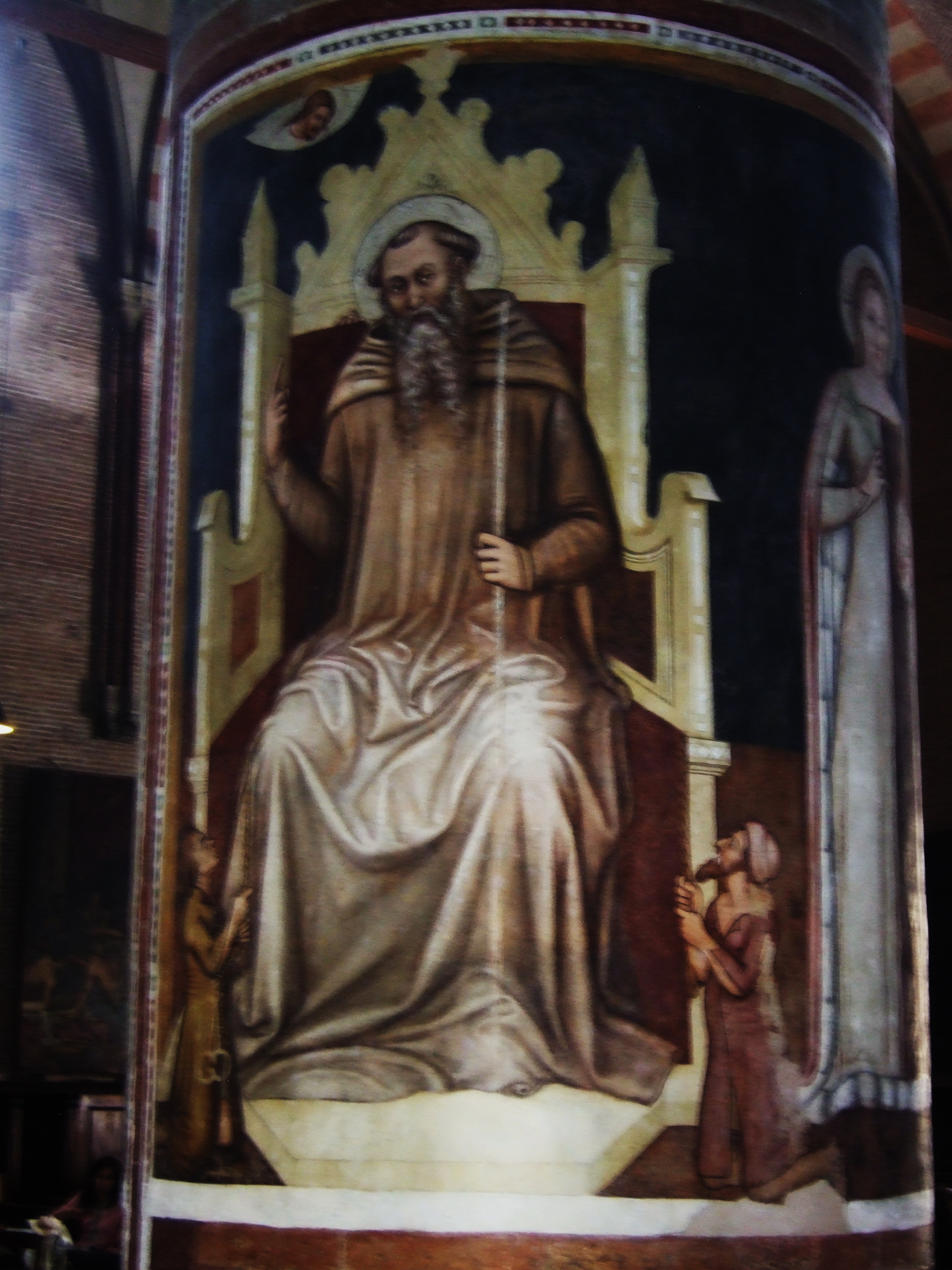
Saint Romuald.
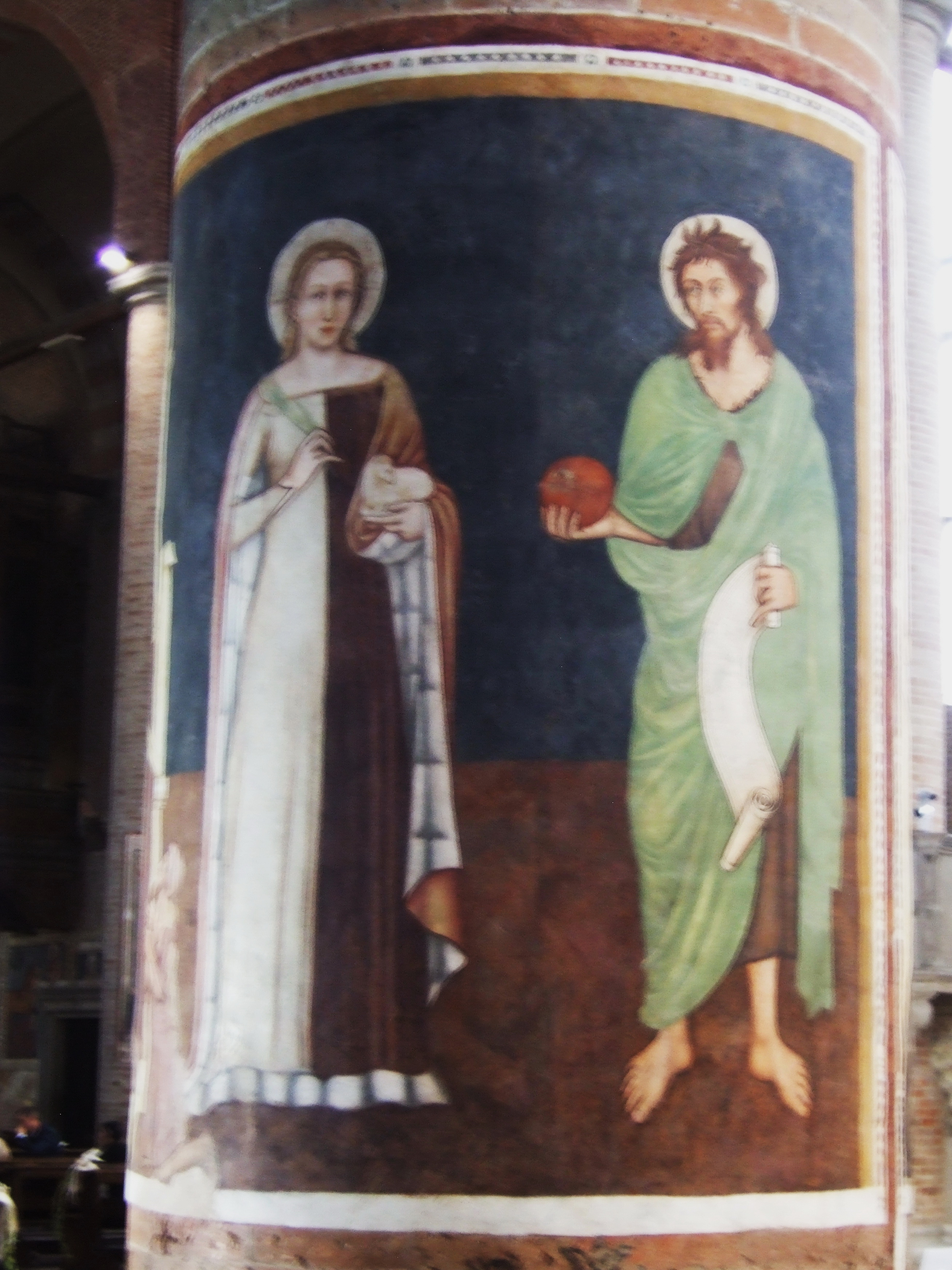
Sainte Agnès et saint Jean-Baptiste.
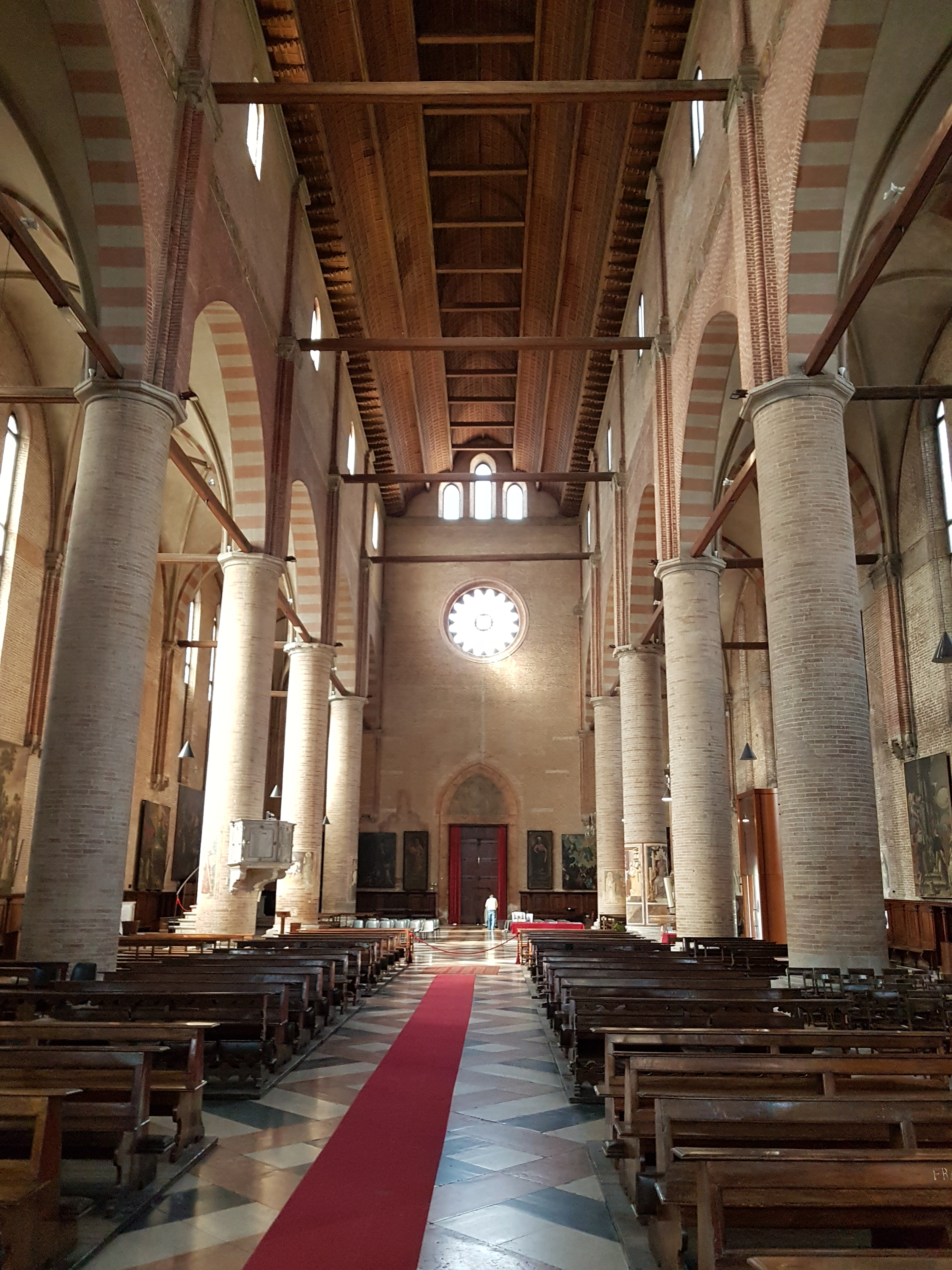
La nef vers la contre-façade.

#### Phénomène du solstice d'hiver
Les patrons de l'époque voulaient que les maîtres construisent l'église  avec un arrangement précis des fenêtres, des médaillons et des fresques.
Ainsi, l'église a été construite à un angle de 91 degrés et 4 minutes par rapport à la trajectoire du soleil, et le jour du solstice d'hiver, vers midi, les rayons frappent parfaitement les six médaillons placés sur le côté nord de l'église.
Les saints et saintes représentés sont l'œuvre d'un artiste vénitien actif entre 1220 et 1330, mais ils pourraient aussi, pour certains, être au moins en partie l'œuvre de Tommaso da Modena.

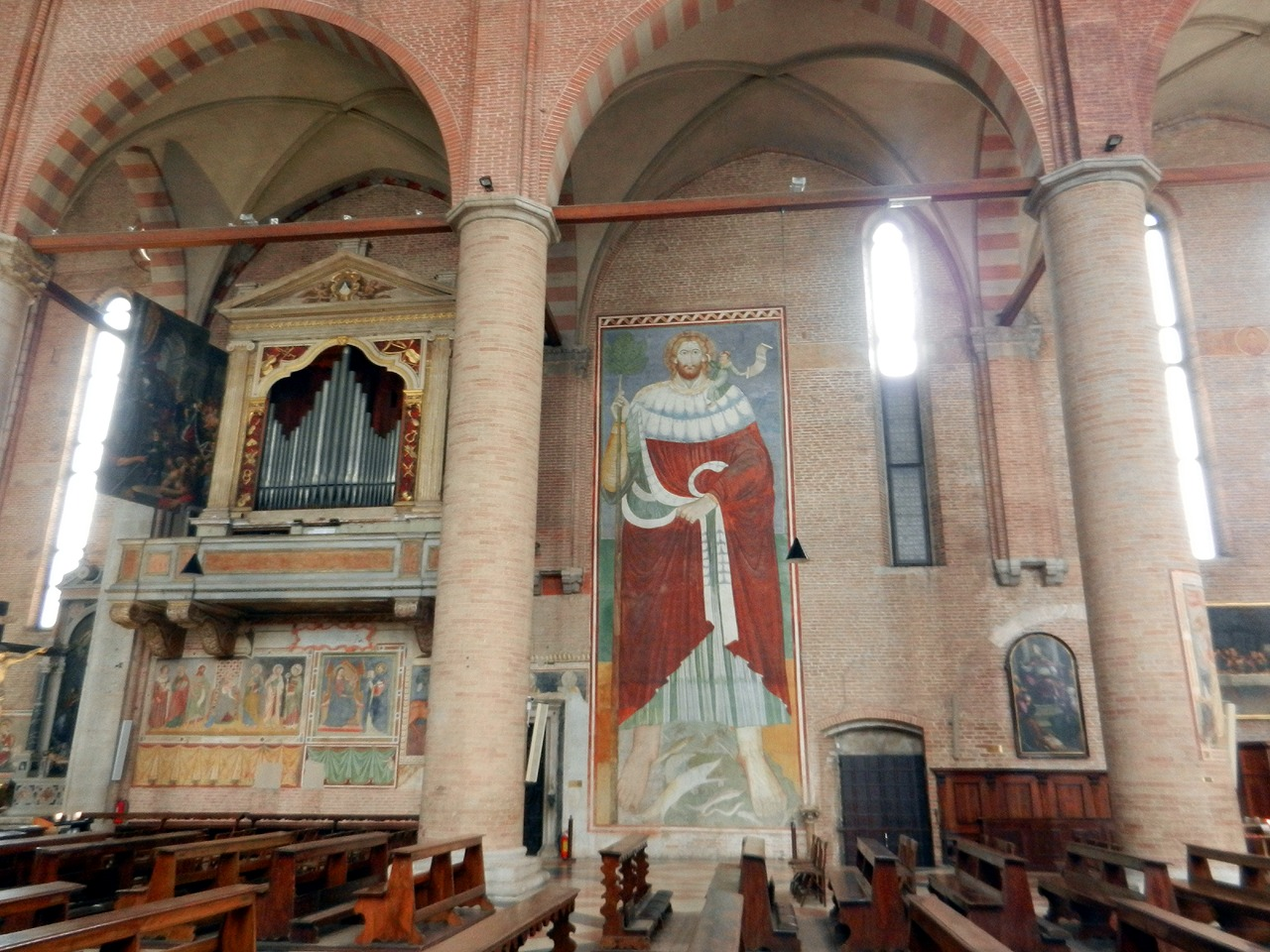
La grande fresque de Saint Christophe dans l'aile droite

#### Chœur
L'abside gothique est particulièrement étroite, avec de nombreuses fenêtres très hautes et étroites entre de fines nervures. 
À chaque nef correspond une abside. Au centre, dans le chœur, se trouve le monument funéraire d'Agostino Onigo (XVe siècle), précieux ouvrage sculptural complété par des fresques d'attribution difficile; les sculptures sont attribuées à Giovanni Buora ou Pietro, Antonio et Tullio Lombardo, les fresques à Lorenzo Lotto, Giovanni Buonconsiglio et Girolamo Pennacchi, avec la collaboration de Giovanni Matteo de Trévise . Le retable du maître-autel, de Marco Pensaben, dit « Maraveia », achevé en 1521 par Giovanni Gerolamo Savoldo, représente La Madone trônant avec des saints et un ange musicien.

#### Orgues

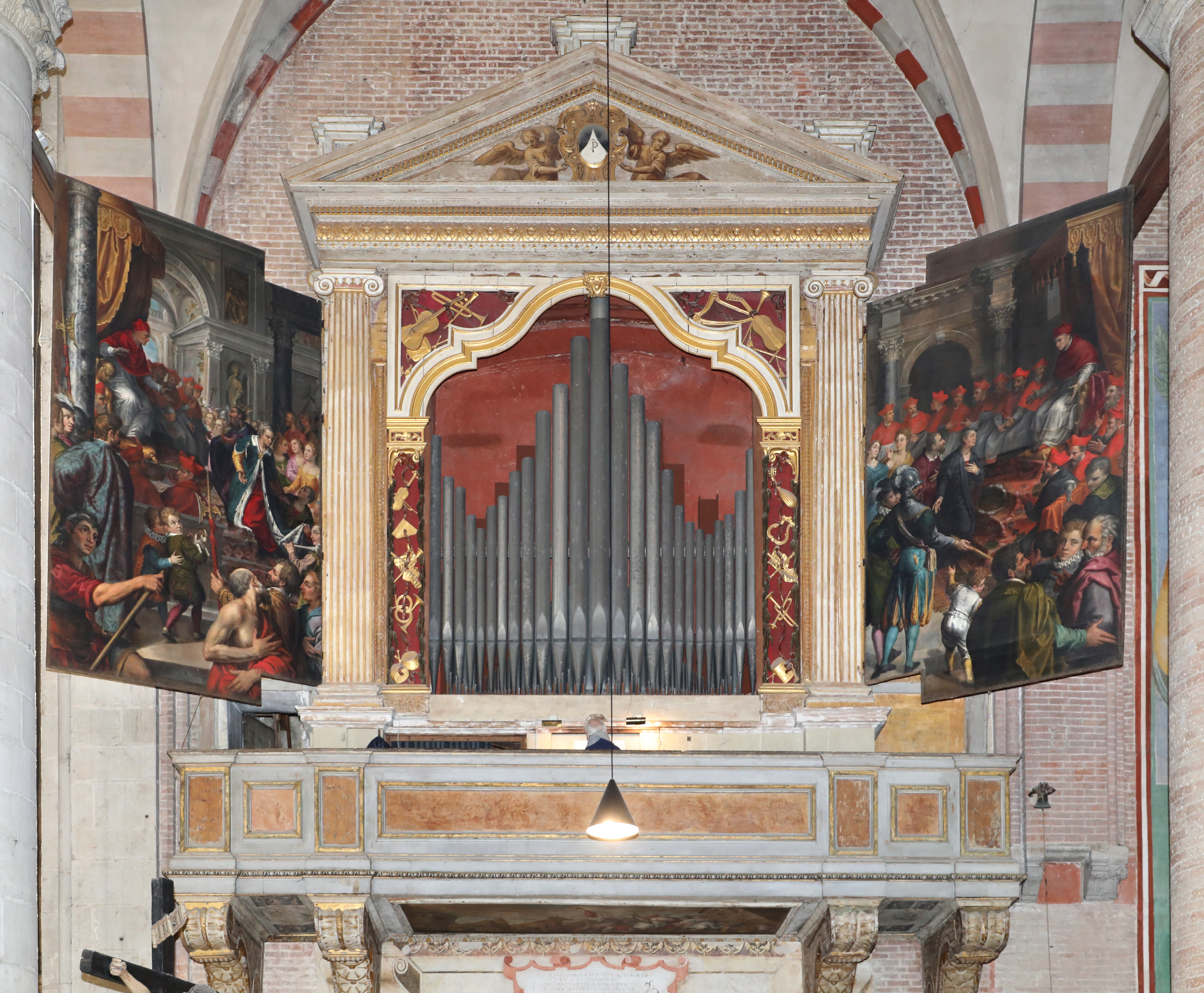
L'orgue Callido.

Dans le bas-côté droit, dans une position élevée, se trouve l'orgue le plus grand de Gaetano Callido, datant de 1778-1779 avec les portes peintes par Giacomo Lauro représentant des scènes de la vie du pape Benoît XI , avec 36 registres sur deux claviers et un pédalier.
Dans le transept gauche, il y a un petit orgue positif réalisé en 2017 par Francesco Zanin.

## Séminaire épiscopal
Le séminaire diocésain se trouve dans l' ancien couvent des dominicains depuis 1840. Certaines salles sont remarquables, en particulier celle du chapitre des dominicains, où, sur tout le périmètre, il y a une grande fresque de Tomaso da Modena (1352) représentant différents prieurs; à l'intérieur de cette pièce, il y a la première représentation de lunettes.